# 鋸齒腔吻鱈
鋸齒腔吻鱈（学名：Coelorinchus denticulatus）為輻鰭魚綱鱈形目鼠尾鱈科的其中一種，分布於西印度洋肯亞至南非、馬達加斯加海域，屬深海底棲性魚類，深度64-335公尺，體長可達28公分，棲息在底中層水域，生活習性不明。
其种加词“Denticulatus”意为“具细齿的”。